# Arnold Wolfendale
Sir Arnold Whittaker Wolfendale (ur. 25 czerwca 1927 w Rugby, zm. 21 grudnia 2020 w Durham)  – brytyjski astrofizyk, były prezes Europejskiego Towarzystwa Fizycznego. Pracował również jako astronom królewski w latach 1991 do 1995. Pod koniec życia emerytowany profesor na Wydziale Fizyki Uniwersytetu w Durham. Od 1977 członek Royal Society. Otrzymał w 1989 tytuł doktora honoris causa Uniwersytetu Łódzkiego oraz Medal Mariana Smoluchowskiego (1992).